# Glaciação Marinoana
A glaciação Marinoana, às vezes também chamada de glaciação Varanger, foi um período de glaciação global. Seu início não é precisamente delimitado, mas não ocorreu antes de 654,5 Ma. Terminou por volta de 632,3 ± 5,9 Ma, durante o período Criogeniano. Esta glaciação possivelmente cobriu todo o planeta, em um evento conhecido como Terra Bola de Neve. O fim da glaciação foi causado pela liberação vulcânica de dióxido de carbono e pela dissolução de hidratos gasosos, podendo ter sido acelerado pela liberação de metano do pergelissolo em regiões equatoriais.

## Origem do nome e história da terminologia
O nome é derivado da terminologia estratigráfica do Geossinclinal de Adelaide (Complexo de Rift de Adelaide), no sul da Austrália, e faz referência ao subúrbio de Marino, em Adelaide. O termo Série Marinoana foi utilizado pela primeira vez em um artigo de 1950, escrito por Douglas Mawson e Reg Sprigg, para subdividir as rochas neoproterozóicas da região de Adelaide. Ele abrangia todos os estratos desde o topo do calcário de Brighton até a base do Cambriano. O intervalo de tempo correspondente, conhecido como Época Marinoana, se estende do médio Criogeniano até o topo do Ediacarano, conforme a terminologia moderna. Mawson identificou um episódio glacial dentro da Época Marinoana, ao qual denominou glaciação Elatina, em referência ao "Tilito Elatina" (atualmente denominado Formação Elatina), onde encontrou as evidências desse evento.
No entanto, o termo glaciação Marinoana passou a ser amplamente utilizado porque se refere à glaciação que ocorreu durante a Época Marinoana, em contraste com a glaciação anterior, ocorrida durante a Época Sturtiana (associada à antiga Série Sturtiana).
Posteriormente, o termo glaciação Marinoana passou a ser aplicado globalmente a quaisquer formações glaciogênicas que, direta ou indiretamente, se supõe correlacionarem com a glaciação Elatina original identificada por Mawson, no sul da Austrália. Mais recentemente, tem havido um movimento para retornar o uso do termo glaciação no contexto australiano, devido às incertezas na correlação global, além do fato de que um episódio glacial ediacarano (a glaciação Gaskiers) também ocorre dentro do amplo intervalo temporal da Época Marinoana.

## Terra bola de neve criogeniana
Novas evidências sugerem que a Terra passou por uma série de glaciações durante a era Neoproterozóica. Houve três (ou possivelmente quatro) grandes eras glaciais no final de Neoproterozóico. Esses períodos de glaciação quase total da Terra são frequentemente chamados de "Terra Bola de Neve", nos quais se propõe que a superfície da Terra esteve, em certos momentos, coberto por camadas de gelo com 1–2 quilômetros (0,62–1,2 mi) de espessura. Entre essas glaciações, a glaciação Sturtiana foi a mais extensa, enquanto a Marinoana, embora mais curta, também teve alcance global. Outras glaciações do período Criogeniano foram provavelmente menos intensas e de alcance limitado, em comparação com as glaciações Marinoana e Sturtiana.
Durante a glaciação Marinoana, depósitos glaciares característicos indicam que a Terra passou por uma das eras glaciais mais severas de sua história. As geleiras avançavam e recuavam em uma série de pulsos rítmicos, podendo ter alcançado até mesmo a região equatorial.
A Terra pode não ter estado completamente coberta por gelo, uma vez que algumas simulações de computador indicam uma desaceleração extrema do ciclo hidrológico, o que teria inibido a formação de novas geleiras antes que o planeta ficasse totalmente congelado.
O derretimento da Terra Bola de Neve está associado ao aquecimento causado pelo efeito estufa, devido ao acúmulo de altos níveis de dióxido de carbono na atmosfera. A deglaciação provavelmente teve início em latitudes médias, pois nas regiões tropicais o ciclo hidrológico intenso repunha a neve rapidamente. À medida que as latitudes médias se tornaram livres de gelo, a poeira soprada dessas regiões reduziu o albedo (reflexividade da superfície), acelerando ainda mais o processo de degelo.

## Evidência

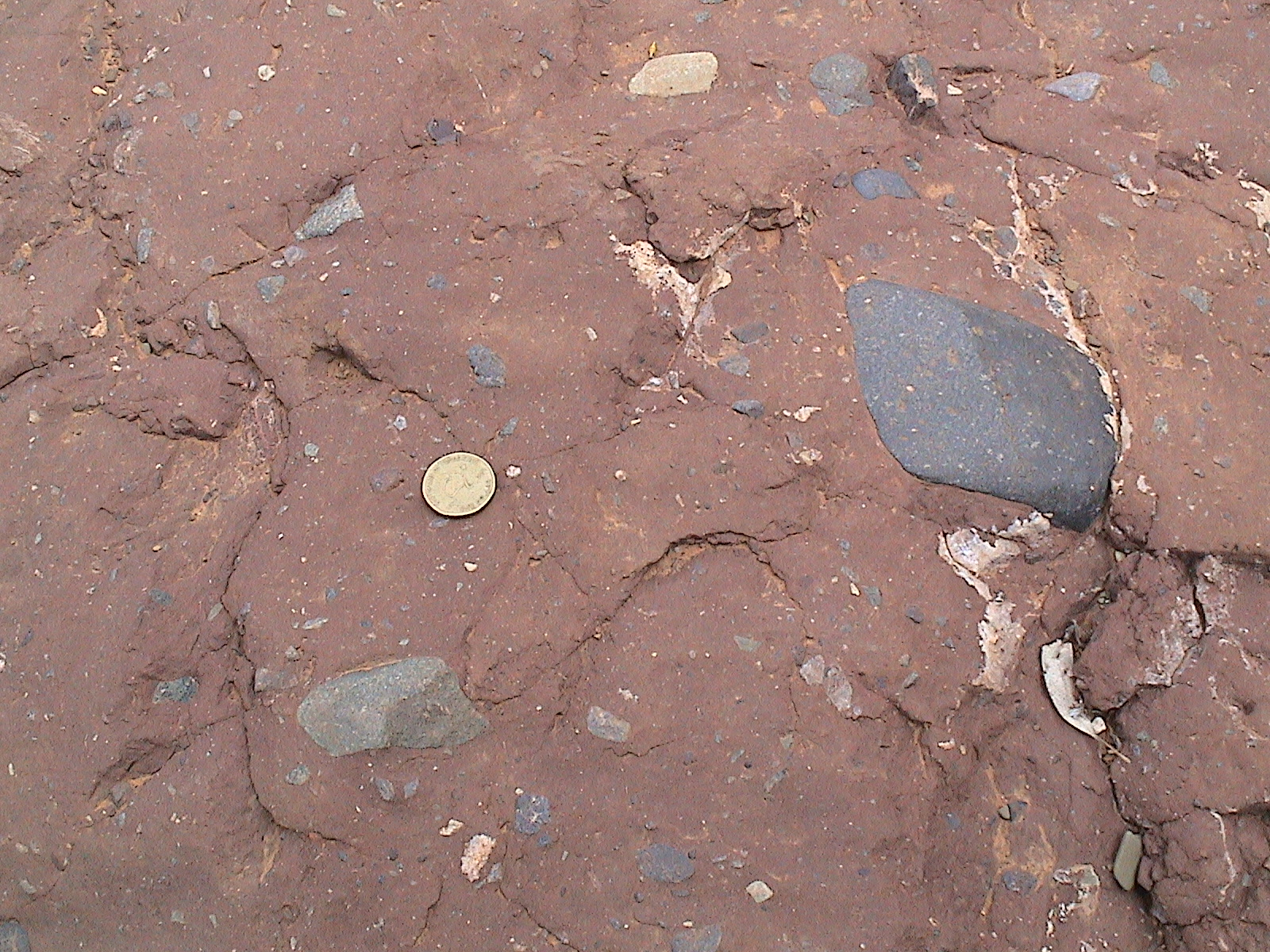
Diamictito da Formação Elatina, abaixo do sítio GSSP do Ediacarano, no Parque Nacional Flinders Ranges, Austrália Meridional. Moeda de um dólar australiano utilizada para escala

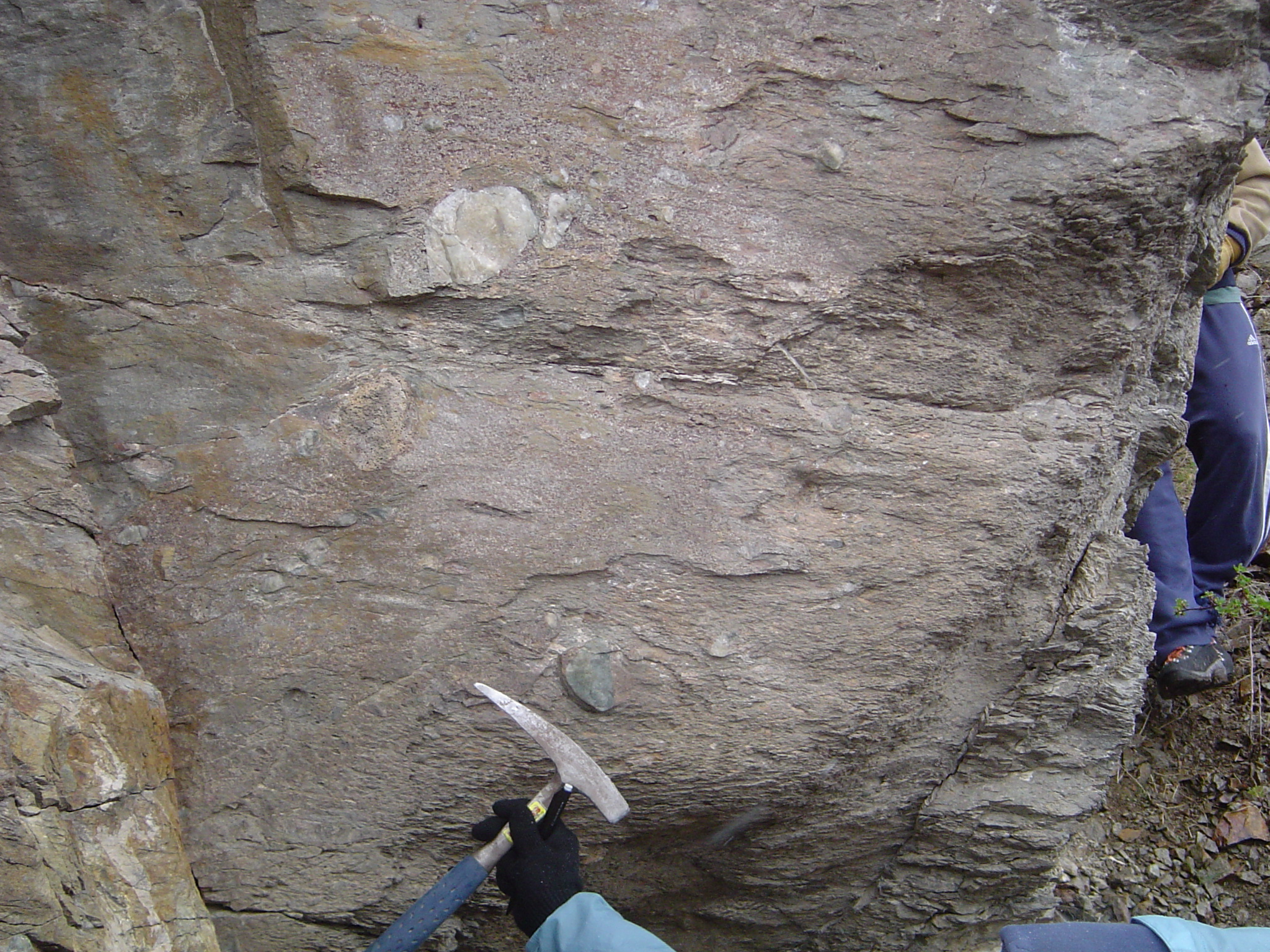
Diamictito da Formação Pocatello do Neoproterozoico, um depósito do tipo "Terra Bola de Neve"

Embora muitas evidências tenham sido perdidas devido a processos geológicos posteriores, investigações de campo indentificaram vestígios da glaciação Marinoana na China, no arquipélago de Svalbard e no sul da Austrália. Na província de Guizhou, na China, foram encontradas rochas glaciais localizadas abaixo e acima de uma camada de Cinza vulcânicas contendo cristais de zircão, os quais puderam ser datados por meio de métodos radioisótopos.
Os depósitos glaciais no sul da Austrália possuem aproximadamente a mesma idade (cerca de 630 Ma), o que foi confirmado por meio de assinaturas de isótopos de carbono estáveis, pela presença de certos minerais (incluindo barita sedimentar) e por outras estruturas sedimentares incomuns.
No arquipélago de Svalbard, localizado no nordeste da placa euroasiática, duas camadas ricas em diamictitos, presentes nos 1 quilômetro (0,62 mi) superiores dos 7 quilômetros (4,3 mi) de estratos neoproterozóicos, representam, respectivamente, o início e o término da glaciação Marinoana.
No Uruguai, as evidências desse evento glacial incluem a presença de dropstones, diamictitos, ritmitos, camadas de clastos e depósitos semelhantes a varves (camadas finas de sedimentos que indicam ciclos sazonais de deposição).

De acordo com Eyles e Young, o Marinoano corresponde ao segundo grande episódio de glaciação do Neoproterozoico (datado entre 680 e 690 Ma) ocorrido no Geossinclinal de Adelaide. Segundo eles, "ele é separado do Sturtian por uma espessa sequência de rochas sedimentares que não apresentam evidências de glaciação. Esse evento glacial pode corresponder à formação Ice Brooke, recentemente descrita na Cordilheira do Norte."

## Efeitos na vida
A sobrevivência de macroalgas bentônicas indica que, durante a glaciação Marinoana, persistiram áreas de habitat adequado na zona fótica ao longo das margens continentais de latitudes médias.